# Elisabeth Heimpel
Elisabeth Heimpel, geborene Sophie Elisabeth Michel, (* 26. April 1902 in Mannheim; † April 1972 in Falkau) war eine deutsche Pädagogin und Sozialpädagogin. Sie war Autorin und Mitherausgeberin der pädagogischen Fachzeitschrift „Die Sammlung“ von Herman Nohl sowie Herausgeberin der „Neuen Sammlung. Göttinger Blätter für Kultur und Erziehung“. Außerdem engagierte sie sich in der Friedensbewegung und machte die Schriften Janusz Korczaks und Anton Semjonowitsch Makarenkos in der Bundesrepublik bekannt.

## Leben

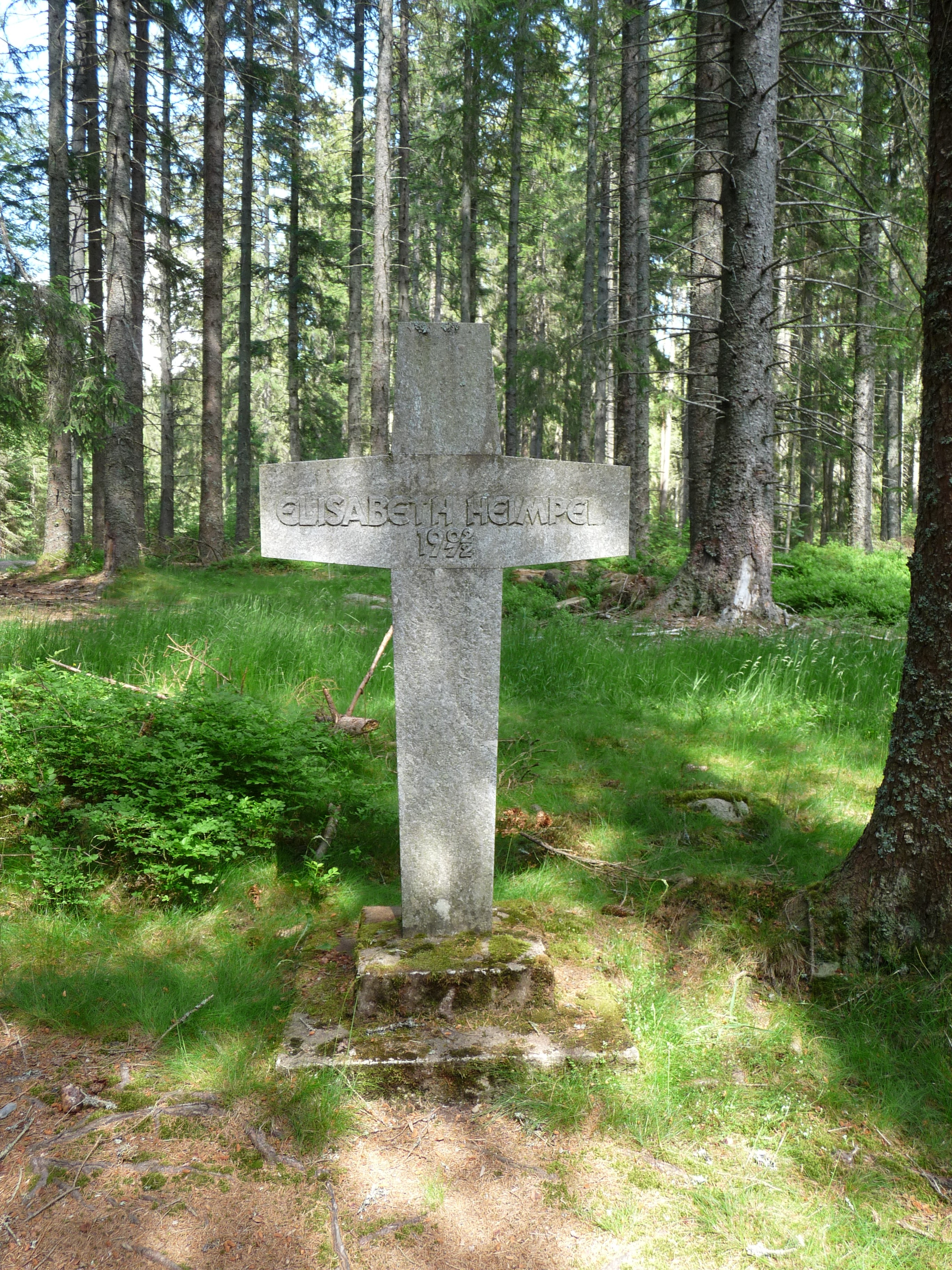
Wegkreuz am Fundort der Leiche

Sophie Elisabeth Michel war die Tochter von Oskar Michel, einem geheimen Justizrat und Vorstandsmitglied der BASF, und dessen Frau Luise (geborene Glaser). Sie hatte zwei jüngere Geschwister und wuchs mit ihnen in einer Direktorenvilla in Hemshof auf.
Als Schülerin organisierte sie einen Saal, wo sie Arbeiterkindern zu Lichtbildern Märchen erzählte. Auch in ihrem späteren Leben spielten sowohl Märchen als auch die Fürsorge für junge Menschen aus deprivierten Verhältnissen für ihre pädagogische Arbeit eine wichtige Rolle. Nach dem Abitur verfolgte Elisabeth Heimpel zunächst das Ziel, Kinderärztin zu werden, brach das Medizinstudium in München jedoch nach vier Semestern ab. Sie ging nach Freiburg im Breisgau, wo sie Geschichte, Philosophie und Psychologie studierte und gleichzeitig Seminare an der Sozialen Frauenschule belegte.
Die Verbindung von theoretischen Kenntnissen und praktischer Arbeit war Elisabeth Heimpel wichtig, so dass sie während des Studiums ein Praktikum beim Freiburger Jugendamt absolvierte, wo sie unter anderem Einblicke in Verfahren über Vormundschaft und Fürsorgeerziehung bekam. Über diese Tätigkeit kam sie erneut mit Kindern und Jugendlichen aus schwierigen sozialen und finanziellen Verhältnissen in Kontakt, wodurch sich ihr Wunsch, pädagogisch tätig zu werden, verfestigte. Auf Anraten Martin Heideggers verließ sie Süddeutschland und ging an die Georg-August-Universität Göttingen, wo sie ab 1924 Pädagogik bei Herman Nohl studierte. Während dieser Zeit arbeitete sie in einem Kindergarten und gab zusätzlich in einer Mädchenklasse der Landhaushaltsschule in Wöllmarshausen bei Göttingen Unterricht in den Fächern Deutsch und Bürgerkunde.
1927 promovierte sie mit dem Thema Die Aufklärung. Eine historisch-systematische Untersuchung, das aus einem Nohl-Seminar heraus entstanden war. Darin klangen bereits die Fragen an, die sie ihr Leben lang als Pädagogin beschäftigen sollten: „Wie es möglich sei, gut zu erziehen, durch eine gute Pädagogik die Voraussetzungen für eine gute Politik zu schaffen“ und auch „woher das Zurückbleiben der Kinder? Warum das abweichende Verhalten so vieler Jugendlicher? Warum Revolte? Warum Drogen? Warum Kriminalität?“
Nach ihrer Promotion zog sie zurück nach Freiburg, wo sie als Lehrbeauftragte an der Sozialen Frauenschule tätig war. Am 11. April 1928 heiratete sie den Historiker Hermann Heimpel (1901–1988), mit dem sie fünf Kinder hatte. Zudem verfasste sie Beiträge zum Thema „weibliche Bildung“. Außerdem schrieb sie Märchen, in denen sie die Lebenswelt der Kinder und die politische Situation der 1940er Jahre mit typischen Märchenaspekten verband.

### „Die (Neue) Sammlung“
Die Rückkehr nach Göttingen war für Elisabeth Heimpel mit der Wiederaufnahme ihrer pädagogischen Arbeit im Umkreis Herman Nohls verbunden. Unter seiner Führung wurde das Pädagogische Seminar, das sich zu der Zeit in der Wagnerstraße befand, zum Zentrum der pädagogischen Neuorientierung.
Elisabeth Heimpel verfasste regelmäßig Beiträge für Nohls Monatszeitschrift „Die Sammlung“, die in der Nachkriegszeit großen Einfluss ausübte und nicht nur pädagogische Beiträge sammelte, sondern auch den so genannten Nohl-Kreis zusammenhielt. Sie wurde zur Mitherausgeberin und widmete sich in ihren Artikeln vor allem der Bedeutung von Märchen, die ihr aufgrund der phantastischen Elemente besonders geeignet schienen, die kindliche Entwicklung voranzutreiben. Außerdem öffnete sie 1951 „Das Fenster nach Osten“ (Heimpel 1951, 527–540) und publizierte Aufsätze über die Pädagogik und Persönlichkeit Anton Semjonowitsch Makarenkos (1888–1939), dessen sozialpädagogische Arbeit mit verwahrlosten und straffällig gewordenen Kindern und Jugendlichen in der „Gorki-Kolonie“ sie so erstmals in Westdeutschland bekannt machte und zur Diskussion stellte.
Ihr ist es ebenfalls zu verdanken, dass die Schriften des polnischen Arztes und Pädagogen Janusz Korczak  ins Deutsche übersetzt wurden. Für die Übersetzung der von Korczak verfassten Studie Wie man ein Kind lieben soll, in der er auf seine Arbeit im „Dom Sierot“, das zu seinem Lebensinhalt geworden war, eingeht und das als sein Hauptwerk bezeichnet werden kann, sowie eine unter dem Titel Das Recht des Kindes auf Achtung zusammengefasste Vortragsreihe gewann sie Professor Dr. Hans Roos, einen Historiker für polnische Geschichte.
Später wurde Elisabeth Heimpel Mitherausgeberin der „Sammlung“ und übernahm nach dem Tod Nohls im Jahre 1961 die Redaktion. Der Titel wurde in „Neue Sammlung. Göttinger Blätter für Kultur und Erziehung“ geändert. Als Herausgeberin bestimmte sie die Inhalte der Zeitschrift mit und hatte so einen erheblichen Einfluss auf die Pädagogik dieser Zeit. Schwerpunkt der Veröffentlichungen bildete dabei die Wechselwirkung zwischen Pädagogik und Politik.

### Sozialarbeit vor Ort
Elisabeth Heimpel blieb trotz aller Verpflichtungen als Mutter von fünf und Großmutter von 16 Kindern, als Ehefrau und als Herausgeberin einer wissenschaftlichen Zeitung auch weiterhin sozialpädagogisch und praktisch tätig: Sie gehörte zu den Göttingerinnen, die 1953 die Spätheimkehrerinnen und -heimkehrer aus der sowjetischen Gefangenschaft bei sich aufnahmen. „Sie organisierte den studentischen Friedlanddienst, der mit den kirchlich organisierten Gruppierungen und dem Roten Kreuz zusammenarbeitete“. Auf ihre Veranlassung hin wurden speziell für Kriegsteilnehmer Abiturkurse im Göttinger Institut für Erziehung und Unterricht eingerichtet.
1954 besuchte Elisabeth Heimpel das Auffanglager für Mädchen in Berlin-Marienfelde, ein Lager für so genannte Ostflüchtlinge. Nachdem sie sich zur Rotkreuz-Helferin hatte ausbilden lassen, begleitete sie die Mädchen bis zu einem Notaufnahmelager in Westertimke bei Bremen, von wo aus sie einzelnen Städten und Gemeinden zugewiesen wurden. Sie setzte sich dafür ein, dass eine Beratung über berufliche Möglichkeiten stattfand, bevor die Mädchen das Lager verließen.

### Einsatz gegen Atomwaffen
Elisabeth Heimpels Brief an den damals führenden Atomphysiker Werner Heisenberg vom 7. April 1957 war der Beginn einer großen Anti-Atomwaffen-Kampagne: Sie bat ihn darum, zusammen mit seinen Freunden eine eindeutige und allgemein verständliche Stellungnahme gegen den Besitz und Einsatz von Atomwaffen abzugeben, weil er als Autorität auf diesem Gebiet den nötigen Einfluss habe. Daraus resultierte die „Göttinger Erklärung“ vom 12. April 1957, in der neben Heisenberg 17 weitere anerkannte Naturwissenschaftler – darunter Otto Hahn, Max von Laue, Max Born und Carl Friedrich von Weizsäcker – über die zerstörerische Wirkung von Atomwaffen informierten und ausdrücklich dazu aufriefen, auf die atomare Bewaffnung der Bundeswehr zu verzichten. Dieses ursprünglich von Elisabeth Heimpel angeregte Manifest stieß weltweit auf große Resonanz.
Zusätzlich rief Elisabeth Heimpel eine Unterschriftenaktion mit dem Titel Erklärung der Frauen gegen Atomwaffen ins Leben, die von 60 weiblichen Persönlichkeiten des öffentlichen Lebens unterzeichnet wurde. Zu den Unterzeichnenden gehörten unter anderen Minna Specht, Elisabeth Blochmann, Ehrengard Schramm, Gundi von Weizsäcker, Gertrud von Le Fort, Ina Seidel, Hedwig Conrad-Martius, Luise Rinser und Hildegard Hamm-Brücher. Trotz zahlreicher Proteste wurde am 25. März 1958 in der Bundestagsdebatte die atomare Aufrüstung der Bundeswehr beschlossen. Die Erklärung der Frauen umfasste zu diesem Zeitpunkt fast 20.000 Unterschriften. Noch während der Bundestagsdebatte entstand die Bewegung „Kampf dem Atomtod“, aus der sich die „Ostermärsche“ entwickelten. Elisabeth Heimpel engagierte sich im „Kampf gegen den Atomtod“ und wurde außerdem Mitglied der Weltorganisation der Mütter aller Nationen W.O.M.A.N., die sich für eine Kultur des Friedens einsetzt.

### Das Elisabeth-Heimpel-Haus

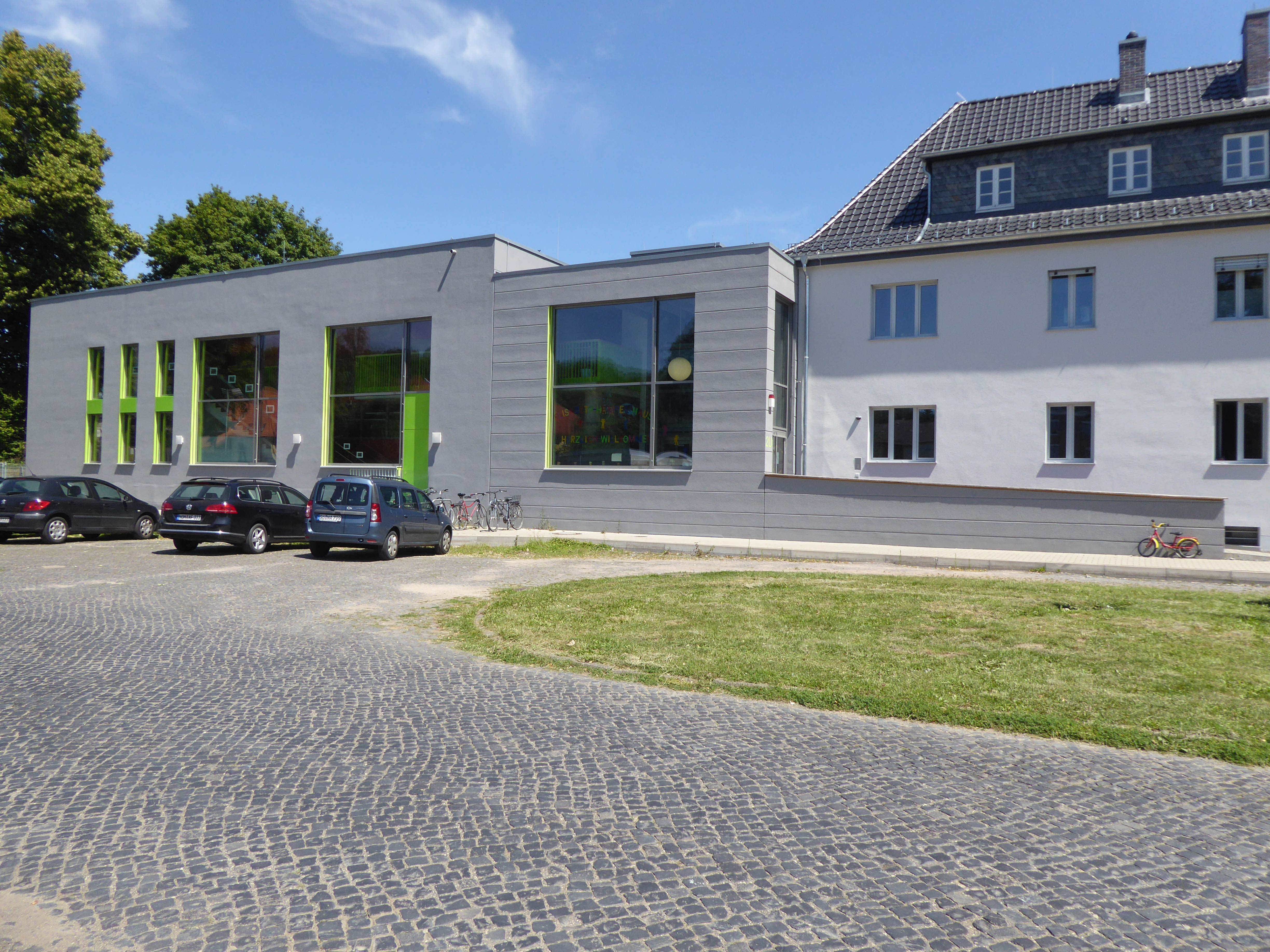
Neubau der Kindertagesstätte Elisabeth-Heimpel-Haus in Göttingen, Hagenweg 2. Rechts das „Weiße Haus“

1963 war sie an der Gründung des „Göttinger Vereins für Jugendfragen“ beteiligt. Zusammen mit Studenten und Dozenten des Pädagogischen Seminars und dem Jugendamt nahm sich der Verein vor allem der Probleme Jugendlicher an.
Fünf Jahre später präsentierte Elisabeth Heimpel ihre Pläne zur Errichtung einer Kindertagesstätte im  Maschmühlenweg. 60 Kinder aus finanziell weniger gut situierten Familien sollten dort pädagogisch betreut werden. Das kostenintensive Projekt wurde erst realisiert, als der Verein ein Startkapital von 50.000 DM vorlegen konnte, das allein aus Spenden zusammengekommen war. Daraufhin entschied die Stadt Göttingen, die weitere Finanzierung für den Bau sowie die Unterhaltungskosten der Einrichtung zu übernehmen. Den später hinzugefügten Anbau, in dem eine Hortgruppe Platz finden sollte, finanzierte Elisabeth Heimpel aus eigener Tasche. Sie wollte, dass das Haus Modellfunktion übernimmt. Ihr ist es zu verdanken, dass sowohl den Kindern als auch den Eltern psychologische Beratung und Therapie zur Verfügung standen und dass es eine Supervision für die dort tätigen Erzieherinnen gab. Ihr Anliegen war es, „die Kinder aus ihrer Unmündigkeit herauszuführen, um gleichberechtigt Chancen in Schule und Ausbildung ergreifen zu können, um weitere Benachteiligungen zu verhindern“.
Die Einrichtung zog 2015 in einem Neubau am „Weißen Haus“ am Hagenweg 2.

### Tod
Elisabeth Heimpel wurde ab dem 30. April 1972 vermisst. Sie starb im Wald (in der Nähe  von Falkau im Schwarzwald) an den Folgen eines Schlaganfalls. Sie wurde erst am 14. Juli 1972 gefunden.

## Ehrungen zum 65. Geburtstag
Zu ihrem 65. Geburtstag wurde Elisabeth Heimpel von den Mitarbeitern ihrer Zeitschrift als Zeichen der Dankbarkeit und Verbundenheit eine fertiggestellte Ausgabe der „Neuen Sammlung“ überreicht, deren Beiträge sich ausschließlich mit sozialpädagogischen Fragen befassten, „deren Lösung ihr selber wie wenig anderes am Herzen“ lag (Blochmann 1967, S. 382). In Elisabeth Blochmanns „Laudatio“ heißt es: „Ich meine, man könnte in der Reihe der Frauen, die seit den Tagen der Bettina und der Rahel auf das deutsche geistige Leben gewirkt haben, lange suchen, bis man eine ähnlich geprägte Gestalt findet“ (ebd.), womit sie Elisabeth Heimpel Bettina von Arnim und Rahel Varnhagen gleichstellte. Mit diesem Präsent – traditionell ist die Festschrift zum 65. Geburtstag das Abschiedsgeschenk für Professorinnen und Professoren – wurde die „tragende Kraft“ (ebd.) der „Neuen Sammlung“ als außergewöhnliche Frau und Pädagogin gewürdigt und symbolisch in den Rang einer Universitätsprofessorin erhoben.
In Göttingen ist ein Weg nach Elisabeth Heimpel benannt.

## Werke
- Elisabeth Heimpel: Janusz Korczak als Erzieher. Nachwort, in: Janusz Korczak: Das Recht des Kindes auf Achtung, Göttingen 1970.
- Dies. (Hrsg.): Wie man ein Kind lieben soll, Göttingen 1967.
- Dies. (Hrsg.): Das Jugendkollektiv A. S. Makarenkos, 1956.
- Dies.: Eine Weihnachtsgeschichte, in: Die Sammlung 2, 1947, S. 725–735.
- Elisabeth Michel: Die Aufklärung. Eine historisch-systematische Untersuchung, in: Herman Nohl (Hrsg.): Göttinger Studien zur Pädagogik, Göttingen 1927.